# Gare de Steinbourg
La gare de Steinbourg est une gare ferroviaire française de la ligne de Noisy-le-Sec à Strasbourg-Ville, située sur le territoire de la commune de Steinbourg, dans la collectivité européenne d'Alsace, en région Grand Est.
C'est une halte voyageurs de la Société nationale des chemins de fer français (SNCF), du réseau TER Grand Est, desservie par des trans express régionaux.

## Situation ferroviaire
Établie à 173 mètres d'altitude, la gare de Steinbourg est située au point kilométrique (PK) 462,475 de la ligne de Noisy-le-Sec à Strasbourg-Ville, entre les gares de Zornhoff-Monswiller (fermée) et de Dettwiller. Ancienne gare de bifurcation, elle constituait l'origine, au PK 0,000, de la ligne de Steinbourg à Schweighouse-sur-Moder aujourd'hui déclassée et déposée entre Steinbourg et Obermodern.

## Histoire
Construite en 1850 alors que Steinbourg était à la croisée de plusieurs lignes de chemin de fer, la gare est devenue une simple halte et son bâtiment voyageurs de style néo-classique en pierres de taille, désaffecté depuis 1977, a été démoli en 1995. Ce bâtiment, qui datait des années 1850, était un ancien bâtiment de type 5, selon la nomenclature de la Compagnie des chemins de fer de l'Est. Il était identique à ceux de plusieurs des gares de la ligne, notamment à celui de Lutzelbourg.
En 1962, la gare dispose de plusieurs voies de service et d'un quai militaire.

## Fréquentation
De 2015 à 2024, selon les estimations de la SNCF, la fréquentation annuelle de la gare s'élève aux nombres indiqués dans le tableau ci-dessous.
| Année     | 2015   | 2016   | 2017   | 2018   | 2019   | 2020   | 2021   | 2022   | 2023   | 2024   |
| --------- | ------ | ------ | ------ | ------ | ------ | ------ | ------ | ------ | ------ | ------ |
| Voyageurs | 78 504 | 75 710 | 67 964 | 62 493 | 61 815 | 62 913 | 47 457 | 21 947 | 25 742 | 30 170 |

## Service des voyageurs

### Accueil
La gare ne dispose pas de guichet ouvert à la clientèle, mais depuis mars 2016, un distributeur de titres de transport et un composteur y ont été installés[réf. souhaitée].

### Desserte
Steinbourg est desservie par les trains TER Grand Est de la relation Strasbourg - Saverne - Sarrebourg.

### Intermodalité
Un parking est aménagé à proximité de la halte.